# Paul Lauterbur
Paul Christian Lauterbur (Sidney, Ohio, 6 de maio de 1929 — Urbana, Illinois, 27 de março de 2007) foi um químico estadunidense.
Partilhou o Nobel de Fisiologia ou Medicina de 2003 com Peter Mansfield, pelo seu trabalho sobre ressonância magnética por imagem" (MRI).

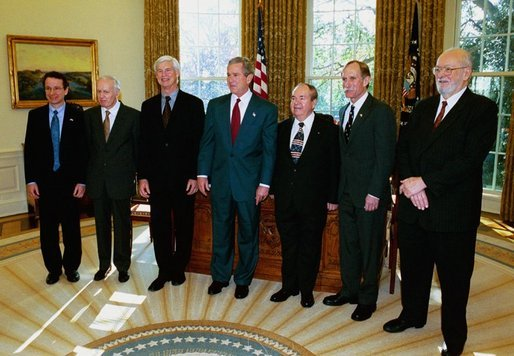
George W. Bush recepciona 6 agraciados com o Prêmio Nobel em 2003. Paul Christian Lauterbur está na extremidade direita

Nascido e criado em Sidney (Ohio), Lauterbur graduou-se em Química pelo Sidney High School, onde uma nova ala de Química, Física e Biologia foi baptizada em sua honra. Fez a sua pós-graduação na Case Western Reserve University em Cleveland. Lauterbur graduou-se em 1962 pela Universidade de Pittsburgh.
Cansado de aulas e professores, com pouco interesse pela área acadêmica, Lauterbur aceitou uma proposta de emprego para trabalhar para Dow Corning Corporation nos laboratórios do Instituto Mellon. Ali, ele trabalhou com síntese de organossilício, teoria da elasticidade da borracha, técnicas de destilação à vácuo e teste em elastômeros, com especial interesse pela elasticidade da borracha.
Durante o período no Mellon, começou a estudar sobre Ressonância magnética nuclear (NMR) através de visitantes, ao frequentar palestras sobre o assunto e ao ler sobre aquela nova forma de espectroscopia. Nesta época, escreveu um artigo sobre as propriedades da borracha observadas em um NMR. Seus estudos, contudo, foram interrompidos por dois anos de trabalho no exército no SPP (Scientific Professional Personnel).
Sua missão foi trabalhar nos Laboratórios Médicos, onde aprendeu a operar um microscópio eletrônico para entender as propriedades de pequenas partículas aerossóis destinadas a carregar agentes químicos para penetrar no pulmão de forma eficiente em uma guerra química, além de capturar pequenos animais para experimentos de armas químicas. Naquele tempo, ele soube, por um colega de barraca, um Ph.D. da Universidade de Columbia, que sua unidade havia comprado uma máquina de NMR, mas ninguém sabia como usá-la. Ao saber disso, Lauterbur prontamente assinou uma transferência para aquela unidade. 
Após ser dispensado dos seus serviços no exército, voltou a trabalhar no Instituto Mellion e retomou suas pesquisas com NMR, logo após o Instituto comprar o equipamento. O primeiro experimento foi estudar a abundância de C13 e descobriu que existe uma maior variedade de compostos de carbono estáveis do que com silício. Seus estudos com compostos de carbono lhe renderam a base para sua tese de doutorado. 
Com algumas insatisfações com o Instituto Mellon devido a algumas restrições impostas a sua pesquisa, o pesquisador começou a procurar oportunidades melhores, agora que possuía seu doutorado, e acabou optando por um trabalho como acadêmico. Foi contratado como professor associado na State University of New York at Stony Brook. Ali, começou a montar seu laboratório de pesquisas com NMR.
Durante o ano acadêmico de 1969-1970, tirou um ano sabático trabalhando no Departamento de Química em Stanford. Enquanto isso, orientava um estudante de graduação em Stony Brook que começou um novo projetono cálculo hipotético do espectro de carbono-13 de proteínas desnaturadas de dados do espectro de aminoácidos; e outros dois estudantes de pós-graduação que continuaram suas pesquisas do efeito de isótopos no espectro de NMR.
Em Stanford, Lauterbur trabalhava conjuntamente com os laboratórios de pesquisa da Syntex pesquisando sobre produtos farmacêuticos à base de trítio. Ao mesmo tempo, trabalhava colaborativamente com a Varian Associates em pesquisas sobre a abundância natural de carbono-13 na espectroscopia NMR da proteína lisozina. Ele também trabalhava para o Centro Médico de Stanford pesquisando um método para classificar uma proteína, a ribonuclease-A, com carbono-13 para um eventual estudo no NMR. E, só para se manter ocupado, estava desenvolvendo um método para comercializar tecnologia para enriquecimento de carbono-14.
A partir dessa época, estava claro para ele que deveria considerar como uma nova área de pesquisa o uso biomédico do NMR. Entretanto, as aplicações biomédicas do NMR vieram de forma inesperada. Depois de seu retorno a Stony Brook, um engenheiro de campo da Varian entrou em contato com Lauterbur para pedir sua opinião em um projeto que distribuiria equipamentos de NMR especializados. Lauterbur o encorajou e se tornou membro da mesa de Diretores da empresa. Devido à má administração, a empresa quase chegou a bancarrota. O banco ameaçou fechar a companhia a não ser que alguém confiável se tornasse o presidente, CEO e presidente do Conselho. Por ser o único acadêmico da mesa e com as férias de verão já próximas, Lauterbur foi indicado, prontamente, aceitou a indicação e se mudou para New Kensington, Pensilvânia, próximo a Pittsburgh. O acontecimento importante na vida do pesquisador nesta época foi seu pós-doutorado sobre o tempo de relaxação do próton do NMR em tecido tumoral e tecidos normais e órgãos dos ratos.
Ao observar os experimentos, o pesquisador notou diferenças grandes e consistentes em todos os espécimes dos ratos mortos, mesmo com os teste sendo muito bem feitos. Alguns especulavam que medidas similares poderiam complementar ou até substituir observações invasivas. A partir destes questionamentos, Lauterbur proôs que era possível transformar os sinais de NMR em imagens 2D ou até 3D de formas bastante complexas. Daí surge as imagens obtidas através da ressonância magnética (MRI).
Creditou a ideia do MRI durante um jantar em Pittsburgh, Pensilvânia. O primeiro modelo do MRI foi rabiscado num guardanapo. A futura pesquisa que levou ao Nobel de Fisiologia ou Medicina foi executada na State University of New York at Stony Brook durante a década de 1970.
Foi professor da Universidade de Illinois até à sua morte. 
O Nobel de Física de 1952, que foi para Felix Bloch e Edward Purcell, foi atribuído pelo desenvolvimento da Ressonância magnética nuclear, o princípio científico por trás da MRI. De qualquer forma, durante décadas a ressonância magnética foi usada principalmente para estudar as estruturas químicas das substâncias. Foi somente na década de 1970 com o trabalho desenvolvido por Lauterbur e Mansfield que a Ressonância Magnética Nuclear foi usada para produzir imagens do organismo humano.
Lauterbur está creditado pela ideia de introduzir gradientes no Campo magnético o que permitiu determinar a origem das ondas de rádio emitidas pelo núcleo atómico do objecto de estudo. Esta informação regional permite a produção de fotografias bi-dimensionais.
A sua máquina de MRI original está localizada no Departamento de Química, no campus da State University of New York at Stony Brook em Stony Brook, Nova Iorque.
Lauterbur é membro da classe de 2007 do National Inventors Hall of Fame.